# Henry Cotton
Thomas Henry Cotton, MBE (28 de janeiro de 1907 — 22 de dezembro de 1987) foi um jogador inglês de golfe profissional. Ele venceu as temporadas de 1934, 1937 e 1948 do Open Championship, tornando-se o principal golfista britânico da sua geração.

## Títulos
| Ano  | Torneio                   | Resultado       | Margem    | Vice-campeão  |
| ---- | ------------------------- | --------------- | --------- | ------------- |
| 1934 | The Open Championship     | 67-65-72-79=283 | 5 tacadas | Sid Brews     |
| 1937 | The Open Championship (2) | 74-72-73-71=290 | 2 tacadas | Reg Whitcombe |
| 1948 | The Open Championship (3) | 71-66-75-72=284 | 5 tacadas | Fred Daly     |